# Katherine Clark
Katherine Marlea Clark (ur. 17 lipca 1963 roku w New Haven w Connecticut) – amerykańska polityczka i prawniczka, od 2013 roku członkini Izby Reprezentantów Stanów Zjednoczonych, od 2023 roku whip Partii Demokratycznej.

## Życiorys
Katherine Marlea Clark urodziła się 17 lipca 1963 roku w New Haven w stanie Connecticut. Studiowała na Saint Lawrence University w Canton w stanie Nowy Jork, gdzie w 1985 roku uzyskała tytuł bachelor’s degree. Następnie kontynuowała naukę na Uniwersytecia Cornella w Ithace w stanie Nowy Jork, zdobywając w 1989 roku tytuł doktora prawa Juris Doctor. W 1997 roku ukończyła studia z zakresu administracji publicznej z tytułem Master of Public Administration na oddziale John F. Kennedy School of Government uniwersytetu Harvarda w Cambridge w stanie Massachusetts.
Rozpoczęła karierę zawodową jako prawniczka w sektorze prywatnym. Pracowała też dla radców prawnych prokuratury stanu Kolorado oraz pełniła funkcję głównego radcy prawnego w stanowym urzędzie ds. opieki nad dziećmi w Massachusetts. Następnie, w latach 1990-1991, była sekretarzem w federalnym sądzie, a w latach 1991-1993 pełniła funkcję prokuratora w Biurze Prokuratora Generalnego stanu Kolorado.
Jej kariera polityczna rozpoczęła się od członkostwa w komitecie szkolnym w Melrose w Massachusetts, gdzie działała w latach 2001-2007. Następnie, w latach 2008-2010, była członkinią Izby Reprezentantów stanu Massachusetts, a w okresie 2010-2013 zasiadała w Senacie tego stanu.
W 2013 roku z ramienia Partii Demokratycznej wzięła udział w wyborach uzupełniających do 113. Kongresu Stanów Zjednoczonych w 5. okręgu wyborczym w Massachusetts w celu obsadzenia wakatu po rezygnacji Eda Markeya. 10 grudnia wygrała jako kandydatka z wynikiem 65.9%. Została zaprzysiężona 12 grudnia. Od tego czasu nieprzerwanie zasiadała w Kongresie, będąc wybierana na kolejne pięć kadencji. W 117. Kongresie pełniła funkcję zastępcy spikera Izby Reprezentantów, a w 118. Kongresie objęła stanowisko whipa Partii Demokratycznej.